# 東京電機産業
東京電機産業株式会社（とうきょうでんきさんぎょう）は、横河電機株式会社の大手代理店で総合代理店。

## 概要
- センサー、伝送器、変換器、工業用レコーダ、プロセス制御装置、測定器、電気計測器、試験機器、ラボ分析機器、開発支援機器、CATV関連機器、LANテスタ等の情報通信機器等の販売及びレンタル・リース。
- 上記機器のエンジニアリング、システム設計、ソフトウェア開発。
- 上記機器の引取修理、定期点検、年間保守を中心とするメンテナンス作業。

## 沿革
- 1946年 - 東京都目黒区下目黒で創立し、横河電機製品の販売開始。東京都中野区橋場町で会社設立登記。
- 1951年 - 東京都千代田区神田須田町1-18に店舗移転。
- 1955年 - 三重県四日市市に四日市出張所を開設。
- 1962年 - 四日市出張所が四日市支店に昇格。
- 1964年 - 岡山県玉野市に玉野駐在所を、千葉県市原市に五井駐在所を開設。
- 1971年 - 五井駐在所を京葉営業所に改称。栃木県宇都宮市に北関東営業所を開設。
- 1973年 - 神奈川県川崎市に川崎支店を開設。
- 1976年 - 京葉営業所を千葉市に移設し千葉支店に昇格。新潟県糸魚川市に北陸営業所を開設。
- 1981年 - 北陸営業所を拡大し、新潟県上越市に新潟営業所を開設。
- 1986年 - 東京都渋谷区に本社ビル6階を新築。長野県松本市に松本営業所を、新潟県新潟市に新潟営業所を開設。同時に旧新潟営業所を上越営業所に改称。

## 主な取り扱い会社
- 横河電機
- YOKOGAWAグループ
  - 横河フィールドエンジニアリングサービス株式会社（製品メンテナンス、計装工事）
  - 横河エレクトロニクスマニファクチャリング株式会社（電子機器生産会社）
  - 横河電子機器株式会社（航空宇宙関連機器製造・販売）
  - 横河メータ&インスツルメンツ株式会社（汎用測定機器の開発、製造、販売）
  - 横河情報システムズ株式会社（情報システムの開発・販売・保守運用）
  - 株式会社ワイ・ディ・シー（基幹系業務システム、EDI/EC、EAI、CAD/ePDM、データベース、ネットワーク関連事業）
  - 横河アナリティカルシステムズ株式会社（分析計の開発・販売）～アジレント・テクノロジー社
  - 横河レンタ・リース株式会社（計測器・IT関連機器のレンタル・リース）～芙蓉総合リース